# Soul Bossa Nova
«Soul Bossa Nova» es un tema musical instrumental compuesto e interpretado por el compositor de jazz y productor discográfico estadounidense Quincy Jones. La canción fue incluida en el álbum Big Band Bossa Nova en 1962 por Mercury Records. El músico multinstrumentista interpretó un solo de flauta. El poco equipo de producción que trabajó en el álbum no especificó los prominentes instrumentos de percusión. Según Jones, la pieza le llevó veinte minutos para componerla.
La canción ha sido BSO de varias películas; una de ellas es la película de 1964 dirigida por Sidney Lumet: The Pawnbroker mientras que en 1969 Marvin Hamslich compuso un tema similar para la película de Woody Allen: Toma el dinero y corre. En 1970, el disc jockey de un programa radiofónico de la BBC utilizaba la pieza como música ambiental para la emisión de la tarde durante los años 70. En 1969, el compositor francés Nino Ferrer hizo uso de la orquestación del tema para los coros de Les Cornichons, basada en la canción Big Nick de James Booker. También sonó en un concurso televisivo canadiense titulado Definition. El grupo Dream Warriors realizó una remezcla para su sencillo My Definition of a Boombastic Jazz Style en su álbum de debut Legacy Begins de 1991. Al igual que estos últimos, el actor Mike Myers creció viendo el concurso Definition y decidió incluir el tema como BSO de sus películas de Austin Powers como homenaje a su infancia. Un año más tarde de la primera película de Austin Powers, la canción sirvió para la inauguración del Mundial de Francia'98. Ludacris realizó una remasterización en 2005 para el sencillo Number One Spot en el álbum The Right Light District. La misma versión apareció en los videojuegos Samba de Amigo y Rayman Raving Rabbids TV Party.
Soul Bossa Nova fue también el tema central de la serie alemana Was guckst du? basada en la serie británica Goodness Gracious Me.
Otras apariciones fueron en la serie Glee.
El programa radiofónico vespertino The Catholic Guy de Lino Rulli, disponible en Sirius XM ha recurrido al tema durante tres años. En 2012, Aba & Simonsen realizaron una versión remasterizada por Dj Chuckie y Mastiksoul.